# Nachal Civ'on
Nachal Civ'on (hebrejsky נחל צבעון) je vádí v Horní Galileji, v severním Izraeli.
Začíná nedaleko severovýchodního úbočí hory Har Civ'on, jihovýchodně od vesnice Sasa. Směřuje pak k severoseverovýchodu, přičemž se zařezává do okolního terénu a vytváří hluboké zalesněné údolí. Ze západu míjí vesnici Civ'on a v prostoru lesního komplexu les Bar'am ústí zleva do vádí Nachal Dišon.